# Tríptico da Anunciação
Tríptico da Anunciação é um tríptico de 1483 do artista flamengo conhecido apenas como Mestre da Lenda de Santa Úrsula, a obra pertence ao acervo do Museu de Arte de Indianápolis, localizado no estado de Indiana nos Estados Unidos. Representa a anunciação no painel central, enquanto os painéis circundantes e o exterior das alas são cobertos por vários pares de santos católicos.